# ザ・ヒル
ザ・ヒル（英語: The Hill）はワシントンD.C.で1994年から発刊しているアメリカ合衆国の政治専門紙。ニュース・コミュニケーションズ子会社のキャピトル・ヒル・パブリシングが発刊している。 
政治、政策、ビジネス、国際関係を横断的に取り上げており、アメリカ合衆国議会、ホワイトハウス、連邦選挙を取材している。サイバーセキュリティ、国防、エネルギー・環境、金融、医療、国家安全保障、技術、通信において一貫した方針を持っている。

## 歴史
ニューヨーク・タイムズで長年ワシントン特派員を務めたマーティン・トルチンと、ジェリー・フィンケルシュタインが創刊。
2003年、ニューヨーク市、香港、東京都、ワシントンで外国特派員、デイリー・テレグラフ（ロンドン）で産業面編集主任を歴任し、トロントでナショナル・ポストの創立に携わり、編集長を務めたユーゴ・ガードンが編集主幹となった。ガードンはザ・ヒルを議会開会中の日刊紙から週刊紙に転換した。2014年、ガードンはワシントン・エグザミナーに転籍し、後任の編集主幹はボブ・キューザックが就任した。
発行部数は24,000部でキャピトル・ヒル・パブリシングの出版物の中では最多の発行部数を誇る。ニュースサイトも運営しており、政治政策について6つのブロックに分けて詳報している。

## 現在のコラムニスト
- A. B. ストダード
- ブレント・ブドゥスティ
- ラニー・デイビス
- ジョン・フィエリー
- ジャド・アラン・グレッグ
- マーク・メルマン
- ディック・モリス
- マルコス・モーリサス
- ケイティ・パブリック
- ビル・プレス
- デイビッド・ウェブ
- ジャン・ウィリアムズ

## 過去のコラムニスト
- ジェームズ・カービル
- ロン・クリスティ
- デイビッド・キーン
- ジョシュ・マーシャル
- バイロン・ヨーク

## 脚註
1. 1 2 3  Yingling, Jennifer (2014年7月28日). “The Hill names Bob Cusack Editor in Chief”. The Hill 2014年8月7日閲覧。
2. ↑  “The Hill: ‘An investment in the arts is an investment in economic growth’”.   Americans for the Arts Action Fund (2015年2月). 2015年6月20日閲覧。
3. ↑  “Contact Us”. The Hills. 1994年5月25日閲覧。
4. 1 2 3  “Who we are”. The Hills. 1994年5月25日閲覧。
5. 1 2  “New paper to vie for readers on Capitol Hill”. The New York Times 1994年5月25日閲覧。